# Stéphanie Foretz
Stéphanie Foretz (Issy-les-Moulineaux, 3 maggio 1981) è un'ex tennista francese.

## Biografia
A livello giovanile ha raggiunto la finale del singolare ragazze al Roland Garros 1999 dove è stata sconfitta in due set da Lourdes Domínguez Lino. Nel circuito WTA ha raggiunto due finali, Anversa nel 2006 e Strasburgo 2009 uscendone però sempre sconfitta.
Nei tornei dello Slam ha come miglior risultato i quarti di finale raggiunti durante gli US Open 2007, insieme a Jaroslava Švedova. In Fed Cup ha giocato un totale di tre match con la squadra francese, ottenendo due vittorie.
Dal 2010 ha gareggiato con il nome di Stéphanie Foretz Gacon includendo il cognome del marito ma è tornata al nome da nubile a partire dalla stagione 2014.
Nell'estate del 2016 ha deciso di ritirarsi dall'agonismo per diventare coach della connazionale Amandine Hesse.

## Statistiche

### Statistiche WTA

#### Doppio

##### Sconfitte (2)
| Legenda: Prima del 2009 | Legenda: Dal 2009     |
| ----------------------- | --------------------- |
| Grande Slam (0)         |                       |
| Ori Olimpici (0)        |                       |
| WTA Championships (0)   |                       |
| Tier I (0)              | Premier Mandatory (0) |
| Tier II (1)             | Premier 5 (0)         |
| Tier III (0)            | Premier (0)           |
| Tier IV (0)             | International (1)     |

| N. | Data             | Torneo                                   | Superficie    | Compagna           | Avversarie in finale             | Punteggio |
| 1. | 19 febbraio 2006 | Proximus Diamond Games, Anversa          | Sintetico (i) | Michaëlla Krajicek | Dinara Safina Katarina Srebotnik | 1-6, 1-6  |
| 2. | 23 maggio 2009   | Internationaux de Strasbourg, Strasburgo | Terra rossa   | Claire Feuerstein  | Nathalie Dechy Mara Santangelo   | 0-6, 1-6  |

### Statistiche ITF

#### Singolare

##### Vittorie (7)
| Torneo 100 000 $ (0) |
| Torneo 75 000 $ (1)  |
| Torneo 50 000 $ (2)  |
| Torneo 25 000 $ (3)  |
| Torneo 10 000 $ (1)  |

| N. | Data              | Torneo                                 | Superficie  | Avversaria in finale  | Punteggio           |
| 1. | 15 novembre 1998  | $10,000 Le Havre, Le Havre             | Terra rossa | Céline Beigbeder      | 1-6, 6-4, 6-3       |
| 2. | 9 luglio 2000     | $25,000 Mont-De-Marsan, Mont-de-Marsan | Terra rossa | Dally Randriantefy    | 6-2, 6-3            |
| 3. | 9 maggio 2004     | $25,000 Catania, Catania               | Terra rossa | Kathrin Wörle         | 6-4, 6(2)-7, 6-2    |
| 4. | 24 aprile 2005    | $25,000 Valencia - Rocafort, Valencia  | Terra rossa | Anna Floris           | 6-3, 6-0            |
| 5. | 18 settembre 2005 | $75,000 Bordeaux, Bordeaux             | Terra rossa | Ljudmila Skavronskaja | 6-1, 6-2            |
| 6. | 1º ottobre 2006   | $50,000 Biella, Biella                 | Terra rossa | Tathiana Garbin       | 7-5, 3-1 rit.       |
| 7. | 22 ottobre 2006   | $50,000 Saint Raphael, Saint Raphael   | Cemento     | Yulia Fedossova       | 7-6(5), 6(4)-7, 6-1 |

### Risultati in progressione
| Sigla | Risultato               |
| ----- | ----------------------- |
| V     | Vincitore               |
| F     | Finalista               |
| SF    | Semifinalista           |
| O     | Oro olimpico            |
| A     | Argento olimpico        |
| SF    | Bronzo olimpico         |
| QF    | Quarti di Finale        |
| 4T    | Quarto turno            |
| 3T    | Terzo turno             |
| 2T    | Secondo turno           |
| 1T    | Primo turno             |
| RR    | Round Robin             |
| LQ    | Turno di qualificazione |
| A     | Assente                 |
| ND    | Non disputato           |

| Legenda superfici    |
| -------------------- |
| Cemento              |
| Terra battuta        |
| Erba                 |
| Superficie variabile |

#### Singolare nei tornei del Grande Slam
| Torneo          | 1999 | 2000 | 2001 | 2002 | 2003 | 2004 | 2005 | 2006 | 2007 | 2008 | 2009 | 2010 | 2011 | 2012 | 2013 | 2014 | 2015 | V--S  |
| --------------- | ---- | ---- | ---- | ---- | ---- | ---- | ---- | ---- | ---- | ---- | ---- | ---- | ---- | ---- | ---- | ---- | ---- | ----- |
| Australian Open | A    | LQ   | LQ   | LQ   | 2T   | 1T   | 1T   | 1T   | 1T   | LQ   | LQ   | LQ   | LQ   | 2T   | 2T   | A    | 1T   | 3-8   |
| Open di Francia | 1T   | 2T   | 1T   | 1T   | 2T   | 2T   | 1T   | 1T   | 1T   | 1T   | 1T   | 1T   | 1T   | 2T   | 1T   | A    |      | 4-15  |
| Wimbledon       | A    | A    | 1T   | 1T   | 1T   | 2T   | 2T   | 1T   | LQ   | 1T   | 1T   | A    | 1T   | 2T   | LQ   | A    |      | 3-10  |
| US Open         | LQ   | A    | LQ   | 3T   | 1T   | 2T   | 1T   | 1T   | LQ   | LQ   | LQ   | LQ   | 1T   | 1T   | LQ   | A    |      | 3-7   |
| Totale          | 0-1  | 0-2  | 0-2  | 2-3  | 2-4  | 3-4  | 1-4  | 0-4  | 0-2  | 0-2  | 0-2  | 0-1  | 0-3  | 3-4  | 1-2  | 0-0  | 0-1  | 13-40 |

#### Doppio nei tornei del Grande Slam
| Torneo          | 1999 | 2000 | 2001 | 2002 | 2003 | 2004 | 2005 | 2006 | 2007 | 2008 | 2009 | 2010 | 2011 | 2012 | 2013 | 2014 | 2015 | V--S  |
| --------------- | ---- | ---- | ---- | ---- | ---- | ---- | ---- | ---- | ---- | ---- | ---- | ---- | ---- | ---- | ---- | ---- | ---- | ----- |
| Australian Open | A    | A    | A    | A    | A    | 1T   | A    | 3T   | 1T   | 2T   | A    | A    | A    | 2T   | 1T   | A    | A    | 4-6   |
| Open di Francia | 1T   | 2T   | 1T   | 2T   | 1T   | 1T   | 1T   | 1T   | 2T   | 1T   | 1T   | 1T   | 1T   | 2T   | 1T   | 1T   |      | 4-16  |
| Wimbledon       | A    | A    | A    | A    | A    | A    | A    | 1T   | 2T   | 1T   | A    | A    | A    | 2T   | 2T   | A    |      | 3-5   |
| US Open         | A    | A    | A    | A    | A    | A    | 1T   | A    | QF   | 3T   | A    | A    | A    | 1T   | A    | A    |      | 5-4   |
| Totale          | 0-1  | 1-1  | 0-1  | 1-1  | 0-1  | 0-2  | 0-2  | 2-3  | 6-4  | 3-4  | 0-1  | 0-1  | 0-1  | 3-4  | 1-3  | 0-1  | 0-0  | 12-31 |

#### Doppio misto nei tornei del Grande Slam
| Torneo          | 1999 | 2000 | 2001 | 2002 | 2003 | 2004 | 2005 | 2006 | 2007 | 2008 | 2009 | 2010 | 2011 | 2012 | 2013 | 2014 |
| --------------- | ---- | ---- | ---- | ---- | ---- | ---- | ---- | ---- | ---- | ---- | ---- | ---- | ---- | ---- | ---- | ---- |
| Australian Open | A    | A    | A    | A    | A    | A    | A    | A    | A    | A    | A    | A    | A    | A    | A    | A    |
| Open di Francia | A    | A    | A    | A    | A    | A    | 1T   | 1T   | A    | 1T   | A    | A    | A    | 2T   | 1T   | 1T   |
| Wimbledon       | A    | A    | A    | A    | A    | A    | A    | A    | A    | A    | A    | A    | A    | A    | A    | A    |
| US Open         | A    | A    | A    | A    | A    | A    | A    | A    | A    | A    | A    | A    | A    | A    | A    | A    |